# Doney Park, Arizona
Doney Park je naseljeno područje za statističke svrhe u američkoj saveznoj državi Arizona. Prema popisu stanovništva iz 2010. u njemu je živjelo 5,395 stanovnika.